# Kamui Kobayashi
Kamui Kobayashi (小林 可夢偉 Kobayashi Kamui?, Amagasaki, Japón; 13 de septiembre de 1986) es un piloto de automovilismo japonés. Fue piloto de Fórmula 1 con Toyota en 2009 y con Sauber desde 2010 hasta 2012. En 2014, tras un año en el Campeonato Mundial de Resistencia, volvió a la Fórmula 1 con el equipo Caterham. Obtuvo un podio en el Gran Premio de Japón de 2012, y el 12.º puesto desde 2010 a 2012.
En 2013 compitió en el Campeonato Mundial de Resistencia para AF Corse, el equipo oficial de Ferrari en gran turismos y en 2015 disputó la Super Fórmula Japonesa. Desde 2016 es piloto oficial de Toyota en el Campeonato Mundial de Resistencia, siendo campeón en dos ocasiones de la categoría en 2019-20 y 2021, subcampeón en 2018-19 y tercero en 2016.
Fue ganador de las 24 Horas de Le Mans 2021, carrera donde también ha sido segundo en cuatro ocasiones, y de las 24 Horas de Daytona en 2019 y 2020 en sus dos únicas participaciones.

## Carrera deportiva

### Inicios
Kobayashi empezó su carrera en el deporte automóvil en 2003. Acabó segundo del campeonato de Fórmula Toyota en Japón (detrás de Kazuki Nakajima), y es integrado al programa de desarrollo de pilotos de Toyota.
Kobayashi entonces es enviado a Europa para disputar allí el campeonato de Italia de Fórmula Renault 2.0. Después de un primer año de aprendizaje (cuarto del campeonato), prorrumpe en 2005 ya que se lleva el campeonato de Italia así como el campeonato de Europa.

### Fórmula 3
Siempre con el apoyo de Toyota, accede en 2006 al campeonato de Fórmula 3 Euroseries, en el seno de la escuadra francesa ASM. Kobayashi acaba el campeonato en el octavo lugar, lo que también le hace el mejor principiante de la temporada.
A finales de 2006 participó en los test de pretemporada de la Fórmula 1 para Toyota, y el equipo estuvo satisfecho con los resultados obtenidos por Kamui.
En 2007, Kobayashi estuvo en la Fórmula 3. También continuó siendo miembro del programa de jóvenes pilotos de Toyota, aunque finalmente no fue confirmado oficialmente como probador para el equipo en la temporada 2007 de Fórmula 1. Sin embargo, Kamui recuperó ese puesto en 2008.

### Fórmula 1

#### Toyota (2009)
El 1 de octubre de 2009, en el Gran Premio de Japón, Kobayashi reemplazó a Timo Glock, quien se reponía de un resfriado, en los primeros entrenamientos del viernes. Su debut oficial en la F1 se produjo en el Gran Premio de Brasil de 2009, ya que Glock sufrió un fuerte accidente en Suzuka y no pudo recuperarse a tiempo. En su primer Gran Premio, Kobayashi consigue una meritoria undécima posición en la clasificación con unas condiciones extremadamente difíciles. En carrera consigue finalizar en un buen noveno puesto, mostrándose como un rival sólido. Tras esta carrera, Jenson Button (Brawn GP) definió a Kobayashi y su estilo de pilotaje como "absolutamente loco". En su segunda carrera, que tuvo lugar en Abu Dhabi (la última de la temporada 2009), Kamui consiguió un sexto puesto, sumando sus primeros puntos en la Fórmula 1. También cabe destacar que le hizo un gran adelantamiento al campeón, Jenson Button, de quien ya se había defendido perfectamente en la carrera anterior.

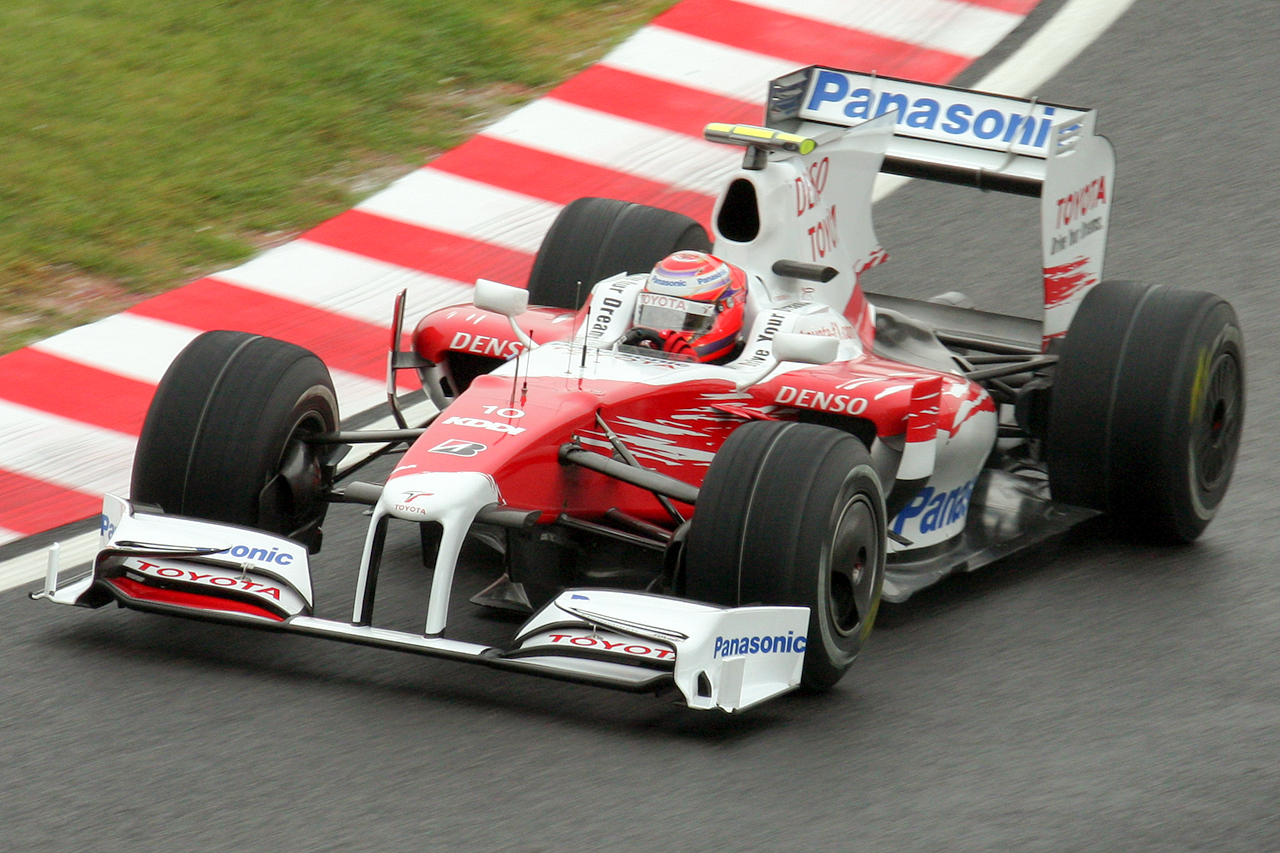
Kamui en los entrenamientos libres del GP de Japón con Toyota.

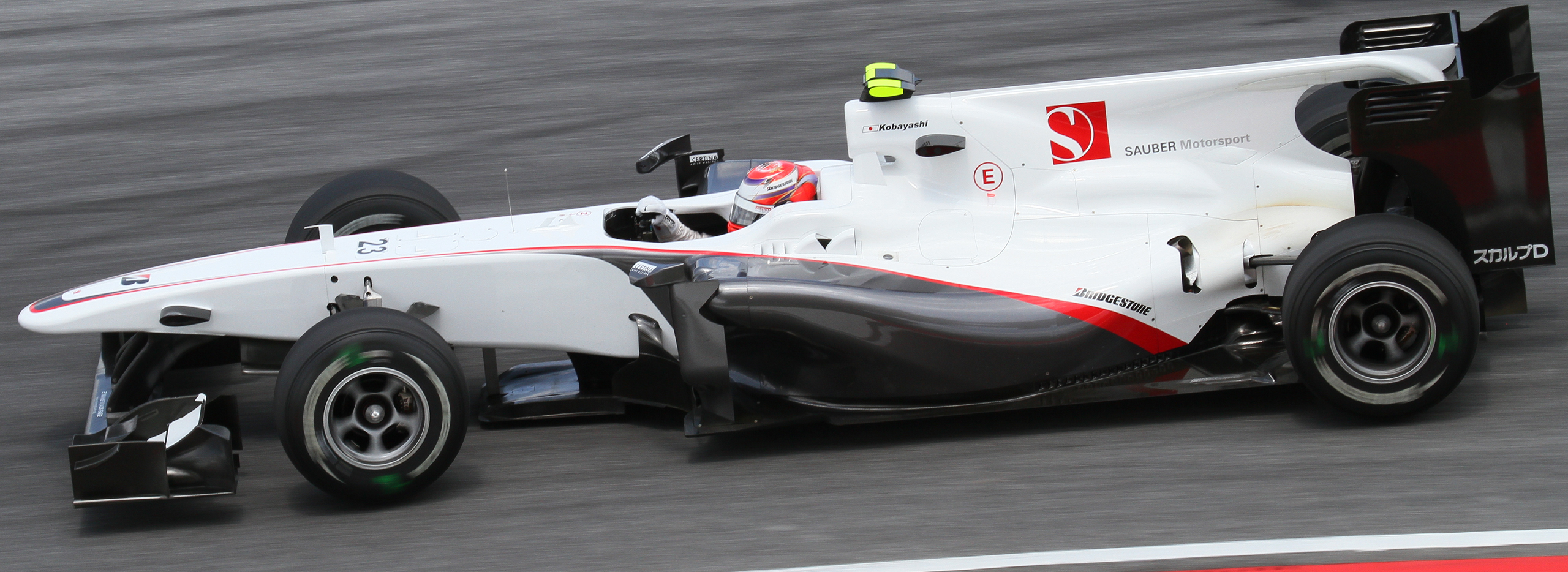
Kobayashi al volante del Sauber C29.

Kamui Kobayashi impresionó en su debut en la F1 en las carreras de Brasil y Abu Dhabi, por lo que Toyota le iba a dar un volante de cara a la temporada 2010. Pero tras la retirada de la marca japonesa, Kamui tuvo que buscar equipo y finalmente Sauber le contrató.

#### Sauber (2010–2012)
2010
En las primeras carreras de la temporada 2010, el Sauber C29 demuestra estar falto de velocidad punta y fiabilidad, lo que junto con un accidente ha impedido a Kobayashi acabar varias carreras. Su mejor resultado era un duodécimo puesto hasta que logró su primer punto del año. En Valencia, Kamui consigue su mejor resultado de la temporada al ser séptimo tras una gran carrera; y en Silverstone, el japonés hace otra gran actuación en carrera finalizando sexto, adelantando a Vitantonio Liuzzi en la clasificación, siendo duodécimo con 15 puntos. En el Gran Premio de Bélgica realiza otra carrera notable, finalizando octavo, volviendo a superar a su compañero Pedro de la Rosa y sumando más puntos para su equipo. En Italia, Kamui vuelve a sufrir la poca fiabilidad del Sauber C29 y no puede ni tomar la salida; y en Singapur tuvo un accidente. El japonés se desquitó en Suzuka, el Gran Premio de su país, haciendo una gran carrera con varios adelantamientos para acabar séptimo. En las siguientes pruebas consigue más puntos para su equipo, superando además a su compañero Nick Heidfeld. La revista británica Autosport le nombró novato del año.
2011

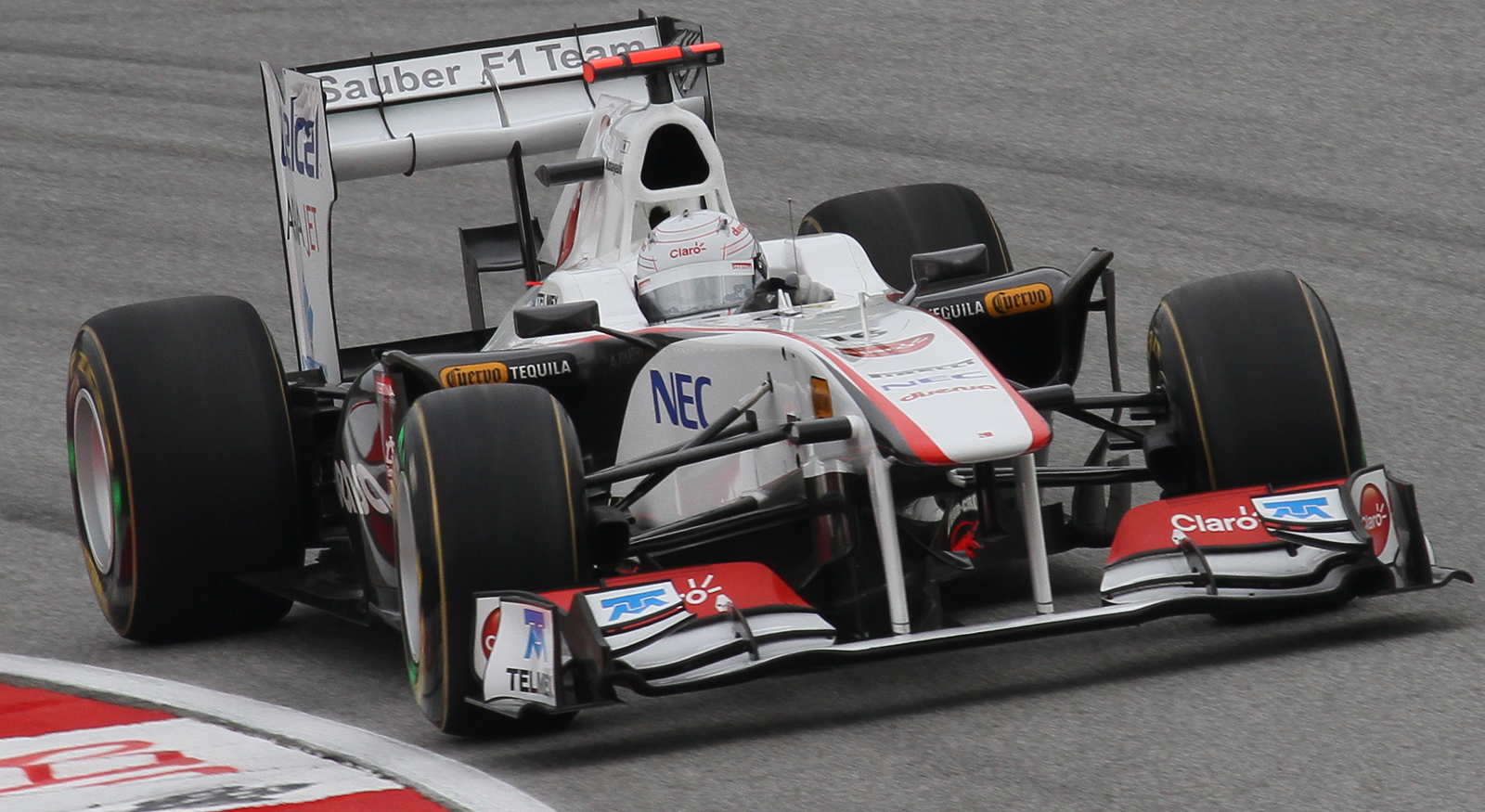
Kobayashi durante el GP de Malasia 2011.

Kamui siguió corriendo con Sauber en 2011. Empezó con una descalificación en Australia, pero a partir de ahí acaba todas las carreras en los puntos hasta Canadá. En el Gran Premio de Mónaco, Kobayashi consiguió su mejor resultado hasta ese momento en la Fórmula 1, acabando en 5º posición. Durante la segunda mitad de la temporada, el rendimiento del monoplaza es menor y no logra sumar más puntos hasta las últimas dos pruebas del calendario, defendiendo de esta forma la séptima posición de constructores para su equipo.
2012
Para 2012, el equipo conservó a Kamui y contrató a Sergio Pérez, mientras que Esteban Gutiérrez era piloto de pruebas y de reserva.

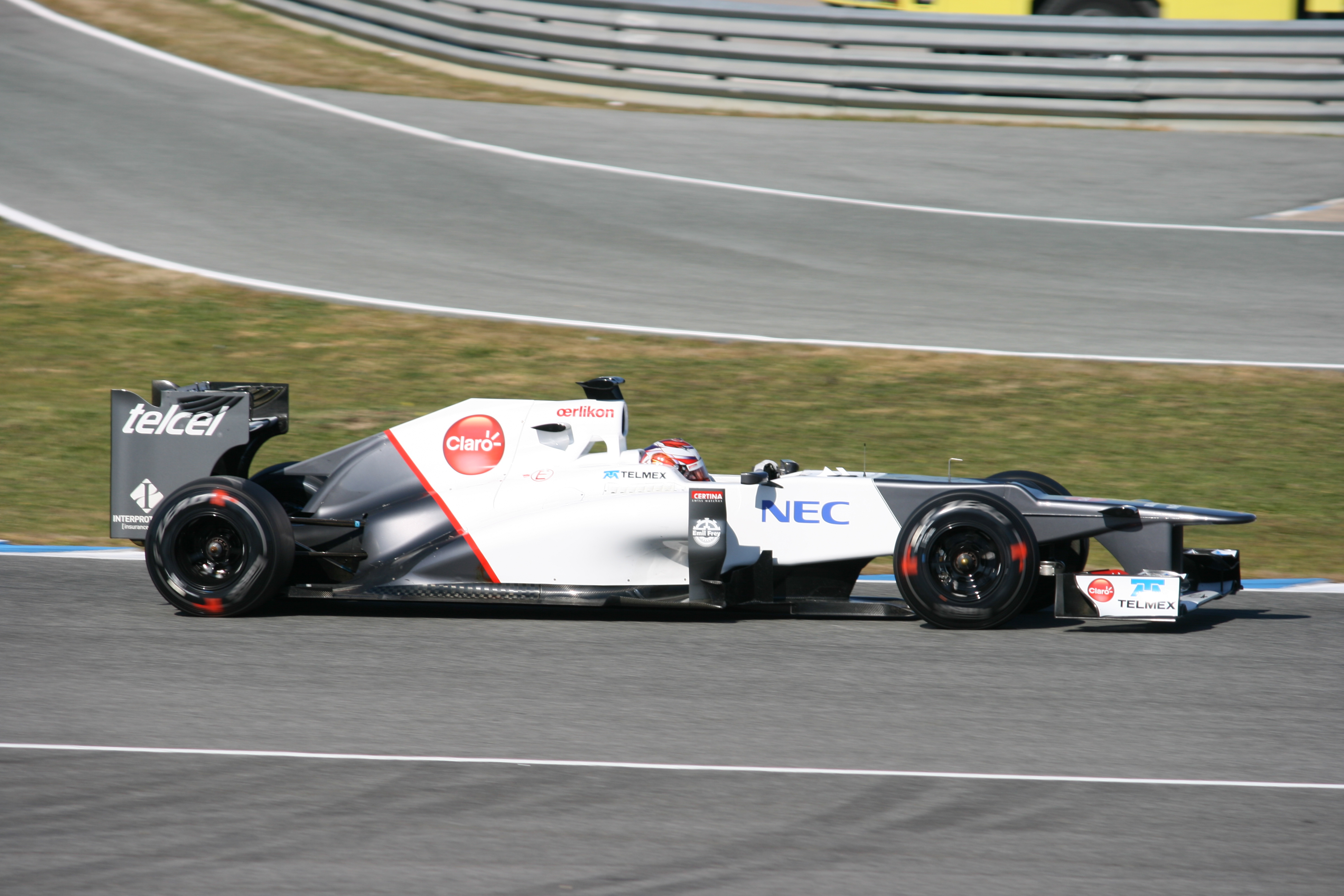
Kamui probando el Sauber C31 en pretemporada.

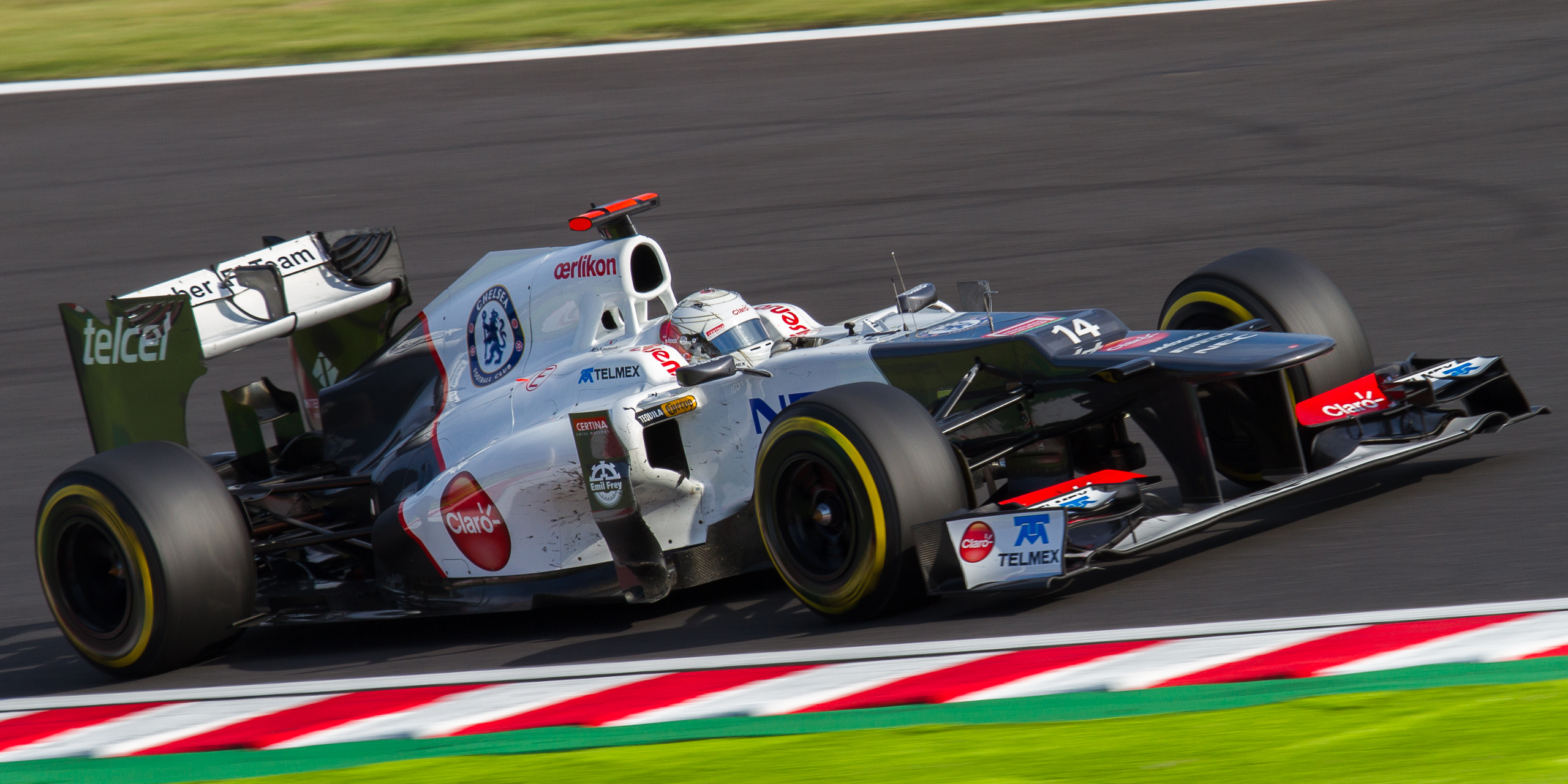
Kobayashi consiguió su primer y único podio en la F1 en Suzuka.

La temporada se inicia con el GP de Australia, donde Kamui queda en sexta posición después de haber arrancado décimo tercero. Con esto el japonés obtiene sus primeros ocho puntos del 2012.
El 25 de marzo de 2012, en un GP de Malasia para el olvido, Kobayashi arranca en 17.º puesto, pero abandona por un problema de frenos en la vuelta 46.
Para el GP de China, Kobayashi pasa a la Q3 e inicia en un fantástico tercer puesto de la parrilla, pero después de una mala arrancada Kamui acaba en décimo lugar, con una cosecha de un punto. La buena noticia es que el japonés logra la vuelta rápida del circuito de Shanghái con el Sauber C31. Luego logró un buen 5º puesto en España.
Después del abandono de Mónaco, Kamui regresa al top ten en el noveno lugar del GP de Canadá. Kobayashi inició la carrera desde el undécimo puesto, con lo que avanzó dos posiciones.
Para el GP de Alemania, Kamui tiene su mejor resultado hata ese momento en la Fórmula 1. Inicia del puesto 12 y termina en 4° puesto, remontando 8 lugares. Originalmente había concluido 5°, pero una penalización de 20 segundos a Sebastian Vettel le da el resultado final.
En la clasificación del GP de Bélgica, Kamui logra el segundo puesto detrás del poleman Jenson Button, igualando así la mejor posición en la parrilla de salida de un piloto nipón (Takuma Satō). En carrera se ve afectado por un accidente múltiple en la primera curva y solo puede terminar en la 13.ª plaza. El percance es ocasionado por Romain Grosjean, lo que fuerza al retiro de Checo Pérez, de Lewis Hamilton, del líder del campeonato Fernando Alonso y del propio piloto galo, quien además recibe una multa de 50,000 euros y la exclusión de la siguiente carrera en Monza.
En el GP de Italia, Kobayashi se clasifica en octavo puesto y concluye noveno, el penúltimo lugar de la zona de puntos con lo que suma dos unidades más a su cuenta personal y a la de Sauber.
Para el GP de Japón, Kamui se clasifica en tercer puesto y termina en la misma posición en carrera, logrando así su primer podio, además compitiendo en su país y logrando el mejor resultado de su carrera en la Fórmula 1. Este fue el tercer podio de un japonés tras los de Aguri Suzuki en el GP de Japón de 1990 y de Takuma Satō en el GP de los Estados Unidos de 2004.

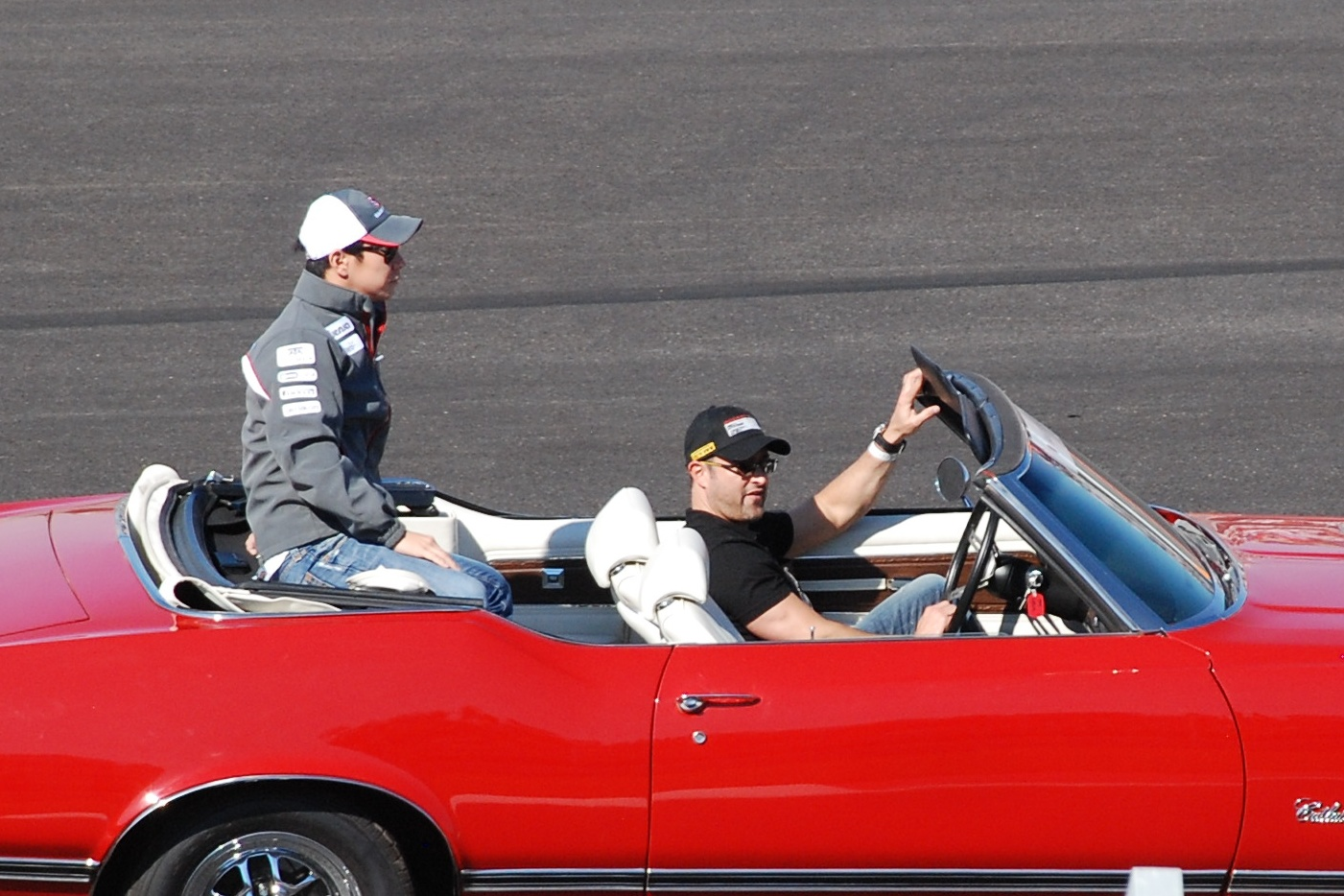
Kobayashi en el desfile previo al GP de EE. UU..

Después de semanas de rumores, el 23 de noviembre de 2012, en su página oficial Sauber anuncia su plantilla de pilotos para la temporada del 2013: Nico Hülkenberg y Esteban Gutiérrez como pilotos titualres, y Robin Frijns como piloto de pruebas; con lo que el futuro de Kamui es incierto dentro de la F1.
Kamui concluye su tercera temporada completa en F1 en 12.ª posición del campeonato de pilotos con 60 puntos, una vuelta rápida (China), un podio (Japón) y 6 paritcipaciones en la Q3.
El 17 de diciembre de 2012, Kobayashi afirmó en su página web que, pese a haber reunido ocho millones de euros, no estaría presente en la parrilla de F1 en 2013.

#### Caterham (2014)
Kamui regresa a la F1 con Caterham en 2014, corriendo junto al novato Marcus Ericsson. Debido a los problemas económicos del equipo, no corrió en Bélgica, Estados Unidos y Brasil. No puntuó en ninguna carrera, alcanzando dos 13.º puestos en Malasia y Mónaco como mejores resultados.

### WEC
AF Corse (2013)
Al no poder seguir en la F1, Kobayashi corrió en el Campeonato Mundial de Resistencia para el equipo oficial de Ferrari, el AF Corse en las ocho pruebas de la temporada del 2013. El piloto nipón compitió en la categoría LMGTE-PRO en un Ferrari 458 Italia GT2. Con esto Kamui se convierte en el primer japonés en correr para la casa de Maranello. En la 81a edición de las 24 Horas de Le Mans 2013 Kamui concluye en la quinta posición de la clase LMGTE-PRO (21 general), con su equipo AF Corse, con sus coequiperos Olivier Beretta y Toni Vilander, el Ferrari 458 GT cubrió 312 vueltas del Circuito de la Sarthe. La prueba se corrió bajo condiciones climáticas muy complicadas que produjeron serios accidentes y un nuevo récord de doce autos de seguridad. Kobayashi logró un segundo puesto y tres terceros para culminar décimo en el campeonato para pilotos de las clase Gran Turismo (GT).
El 27 de mayo de 2013 Kobayashi, se vuelve a subir a un F1, conduciendo el Ferrari del 2010 en el Circuito de Fiorano. La prueba sirvió de preparación de la demostración del Ferrari F10 en las calles de Moscú ante miles de fanáticos el próximo 21 de julio de 2013.
Toyota (2016-)
El fabricante japonés Toyota fichó a Kobayashi para pilotar un Toyota TS050 híbrido en el equipo oficial en el Campeonato Mundial de Resistencia 2016. Junto a Mike Conway y Stéphane Sarrazin, finalizó primero en Fuji, segundo en tres carreras (entre ellas las 24 Horas de Le Mans), y tercero en dos, para terminar séptimo en el campeonato. En 2017 se mantuvo como piloto oficial de Toyota y logró la pole position en Le Mans. Fue subcampeón de la temporada 2018-19 junto a Mike Conway y José María López, ganando dos competencias y siendo segundo en las dos ediciones de Le Mans de esos años.
Tras haber sido segundo en tres ocasiones y tercero en otra, Kobayashi logró ganar la edición 2021 de las 24 Horas de Le Mans junto a Conway y López.

### Japón
En 2015, Kobayashi retornó a su país natal para disputar la Super Fórmula Japonesa con un Dallara Toyota del equipo LeMans. Obtuvo un segundo puesto, dos terceros y un sexto en ocho carreras, por lo que culminó sexto en el campeonato de pilotos. El piloto continuó con LeMans en la Super Fórmula Japonesa 2016. Obtuvo un séptimo puesto y dos novenos como mejores resultados, quedando relegado a la 17.ª posición final.

## Resultados

### GP2 Asia Series
(Clave) (negrita indica pole position) (cursiva indica vuelta rápida puntuable)

| Año     | Escudería | 1    | 1    | 2   | 2   | 3    | 3    | 4   | 4   | 5    | 5    | 6    | 6    | Pos. | Puntos | Ref.   |
| ------- | --------- | ---- | ---- | --- | --- | ---- | ---- | --- | --- | ---- | ---- | ---- | ---- | ---- | ------ | ------ |
| 2008    | DAMS      | YMC1 | YMC1 | SEN | SEN | KUA  | KUA  | SAK | SAK | YMC2 | YMC2 |      |      | 6.º  | 22     | [ 37 ] |
| 2008    | DAMS      | 13   | Ret  | Ret | 15  | 5    | 1    | 3   | 1   | 20   | 14   |      |      | 6.º  | 22     | [ 37 ] |
| 2008-09 | DAMS      | SHA  | SHA  | DUB | DUB | SAK1 | SAK1 | LOS | LOS | KUA  | KUA  | SAK2 | SAK2 | 1.º  | 56     | [ 38 ] |
| 2008-09 | DAMS      | 2    | Ret  | 1   | C   | 1    | 6    | 4   | 18  | 2    | 7    | 4    | 5    | 1.º  | 56     | [ 38 ] |

### GP2 Series
(Clave) (negrita indica pole position) (cursiva indica vuelta rápida puntuable)

| Año  | Escudería | 1   | 1   | 2   | 2   | 3   | 3   | 4   | 4   | 5   | 5   | 6   | 6   | 7   | 7   | 8   | 8   | 9   | 9   | 10  | 10  | Pos. | Puntos | Ref.   |
| ---- | --------- | --- | --- | --- | --- | --- | --- | --- | --- | --- | --- | --- | --- | --- | --- | --- | --- | --- | --- | --- | --- | ---- | ------ | ------ |
| 2008 | DAMS      | BAR | BAR | EST | EST | MON | MON | MAG | MAG | SIL | SIL | HOC | HOC | BUD | BUD | VAL | VAL | SPA | SPA | MNZ | MNZ | 16.º | 10     | [ 39 ] |
| 2008 | DAMS      | 8   | 1   | Ret | 9   | Ret | 18  | Ret | 9   | Ret | 7   | Ret | 18  | 11  | 8   | Ret | 6   | 9   | 14  | Ret | 13  | 16.º | 10     | [ 39 ] |
| 2009 | DAMS      | BAR | BAR | MON | MON | EST | EST | SIL | SIL | NÜR | NÜR | BUD | BUD | VAL | VAL | SPA | SPA | MNZ | MNZ | ALG | ALG | 16.º | 13     | [ 40 ] |
| 2009 | DAMS      | 8   | 5   | Ret | 12  | Ret | NC  | Ret | 17  | 9   | 3   | 13  | 8   | 8   | 11  | 7   | 11  | 17  | 17† | 6   | 19  | 16.º | 13     | [ 40 ] |

### Fórmula 1
(Clave) (negrita indica pole position) (cursiva indica vuelta rápida)

| Año     | Escudería               | 1       | 2       | 3       | 4       | 5       | 6       | 7       | 8       | 9       | 10     | 11      | 12     | 13      | 14      | 15      | 16      | 17      | 18     | 19      | 20    | Pos. | Puntos |
| ------- | ----------------------- | ------- | ------- | ------- | ------- | ------- | ------- | ------- | ------- | ------- | ------ | ------- | ------ | ------- | ------- | ------- | ------- | ------- | ------ | ------- | ----- | ---- | ------ |
| 2009    | Panasonic Toyota Racing | AUS     | MYS     | CHN     | BHR     | ESP     | MON     | TUR     | GBR     | GER     | HUN    | EUR     | BEL    | ITA     | SIN     | JPN PO  | BRA 9   | ABU 6   |        |         |       | 18.º | 3      |
| 2010    | BMW Sauber F1 Team      | BHR Ret | AUS Ret | MYS Ret | CHN Ret | ESP 12  | MON Ret | TUR 10  | CAN Ret | EUR 7   | GBR 6  | GER 11  | HUN 9  | BEL 8   | ITA Ret | SIN Ret | JPN 7   | RCO 8   | BRA 10 | ABU 14  |       | 12.º | 32     |
| 2011    | Sauber F1 Team          | AUS DSQ | MYS 7   | CHN 10  | TUR 10  | ESP 10  | MON 5   | CAN 7   | EUR 16  | GBR Ret | GER 9  | HUN 11  | BEL 12 | ITA Ret | SIN 14  | JPN 13  | RCO 15  | IND Ret | ABU 10 | BRA 9   |       | 12.º | 30     |
| 2012    | Sauber F1 Team          | AUS 6   | MYS Ret | CHN 10  | BHR 13  | ESP 5   | MON Ret | CAN 9   | EUR Ret | GBR 11  | GER 4  | HUN 18  | BEL 13 | ITA 9   | SIN 13  | JPN 3   | RCO Ret | IND 14  | ABU 6  | USA 14  | BRA 9 | 12.º | 60     |
| 2014    | Caterham F1 Team        | AUS Ret | MYS 13  | BHR 15  | CHN 18  | ESP Ret | MON 13  | CAN Ret | AUT 16  | GBR 15  | GER 16 | HUN Ret | BEL    | ITA 17  | SIN DNS | JPN 19  | RUS Ret | USA     | BRA    | ABU Ret |       | 22.º | 0      |
| Fuente: |                         |         |         |         |         |         |         |         |         |         |        |         |        |         |         |         |         |         |        |         |       |      |        |

### Campeonato Mundial de Resistencia de la FIA
(Clave) (negrita indica pole position) (cursiva indica vuelta rápida)

| Año     | Escudería           | Clase     | Automóvil              | 1   | 2   | 3   | 4   | 5   | 6   | 7   | 8   | 9   | Pos. | Puntos | Ref.   |
| ------- | ------------------- | --------- | ---------------------- | --- | --- | --- | --- | --- | --- | --- | --- | --- | ---- | ------ | ------ |
| 2013    | AF Corse            | LMGTE Pro | Ferrari 458 Italia GT2 | SIL | SPA | LMS | SÃO | COA | FUJ | SHA | BHR |     | 7.º  | 98     | [ 42 ] |
| 2013    | AF Corse            | LMGTE Pro | Ferrari 458 Italia GT2 | 2   | 3   | 4   | Ret | 3   | 9   | 5   | 3   |     | 7.º  | 98     | [ 42 ] |
| 2016    | Toyota Gazoo Racing | LMP1      | Toyota TS050 Hybrid    | SIL | SPA | LMS | NÜR | MEX | COA | FUJ | SHA | BHR | 3.º  | 145    | [ 43 ] |
| 2016    | Toyota Gazoo Racing | LMP1      | Toyota TS050 Hybrid    | 2   | Ret | 2   | 6   | 3   | 3   | 1   | 2   | 5   | 3.º  | 145    | [ 43 ] |
| 2017    | Toyota Gazoo Racing | LMP1      | Toyota TS050 Hybrid    | SIL | SPA | LMS | NÜR | MEX | COA | FUJ | SHA | BHR | 5.º  | 103.5  | [ 44 ] |
| 2017    | Toyota Gazoo Racing | LMP1      | Toyota TS050 Hybrid    | 13  | 2   | Ret | 3   | 4   | 4   | 2   | 4   | 4   | 5.º  | 103.5  | [ 44 ] |
| 2018-19 | Toyota Gazoo Racing | LMP1      | Toyota TS050 Hybrid    | SPA | LMS | SIL | FUJ | SHA | SEB | SPA | LMS |     | 2.º  | 157    | [ 45 ] |
| 2018-19 | Toyota Gazoo Racing | LMP1      | Toyota TS050 Hybrid    | 2   | 2   | DSQ | 1   | 1   | 2   | 6   | 2   |     | 2.º  | 157    | [ 45 ] |
| 2019-20 | Toyota Gazoo Racing | LMP1      | Toyota TS050 Hybrid    | SIL | FUJ | SHA | BHR | COA | SPA | LMS | BHR |     | 1.º  | 207    | [ 46 ] |
| 2019-20 | Toyota Gazoo Racing | LMP1      | Toyota TS050 Hybrid    | 1   | 2   | 3   | 1   | 3   | 1   | 3   | 1   |     | 1.º  | 207    | [ 46 ] |
| 2021    | Toyota Gazoo Racing | Hypercar  | Toyota GR010 Hybrid    | SPA | POR | MNZ | LMS | BHR | BHR |     |     |     | 1.º  | 173    | [ 47 ] |
| 2021    | Toyota Gazoo Racing | Hypercar  | Toyota GR010 Hybrid    | 3   | 2   | 1   | 1   | 1   | 2   |     |     |     | 1.º  | 173    | [ 47 ] |

- * Temporada en desarrollo.

### 24 Horas de Le Mans
| Año     | Equipo              | Copilotos                      | Automóvil             | Clase    | Vueltas | Pos. | Pos. Clase |
| ------- | ------------------- | ------------------------------ | --------------------- | -------- | ------- | ---- | ---------- |
| 2013    | AF Corse            | Toni Vilander Olivier Beretta  | Ferrari 458 Italia GT | GTE Pro  | 312     | 20.º | 5.º        |
| 2016    | Toyota Gazoo Racing | Mike Conway Stéphane Sarrazin  | Toyota TS050 Hybrid   | LMP1     | 381     | 2.º  | 2.º        |
| 2017    | Toyota Gazoo Racing | Mike Conway Stéphane Sarrazin  | Toyota TS050 Hybrid   | LMP1     | 154     | DNF  | DNF        |
| 2018    | Toyota Gazoo Racing | Mike Conway José María López   | Toyota TS050 Hybrid   | LMP1     | 386     | 2.º  | 2.º        |
| 2019    | Toyota Gazoo Racing | Mike Conway José María López   | Toyota TS050 Hybrid   | LMP1     | 385     | 2.º  | 2.º        |
| 2020    | Toyota Gazoo Racing | Mike Conway José María López   | Toyota TS050 Hybrid   | LMP1     | 381     | 3.º  | 3.º        |
| 2021    | Toyota Gazoo Racing | Mike Conway José María López   | Toyota GR010 Hybrid   | Hypercar | 371     | 1.°  | 1.°        |
| 2022    | Toyota Gazoo Racing | Mike Conway José María López   | Toyota GR010 Hybrid   | Hypercar | 380     | 2.º  | 2.º        |
| 2023    | Toyota Gazoo Racing | Mike Conway José María López   | Toyota GR010 Hybrid   | Hypercar | 103     | DNF  | DNF        |
| 2024    | Toyota Gazoo Racing | José María López Nyck de Vries | Toyota GR010 Hybrid   | Hypercar | 311     | 2.º  | 2.º        |
| 2025    | Toyota Gazoo Racing | Mike Conway Nyck de Vries      | Toyota GR010 Hybrid   | Hypercar | 386     | 5.º  | 5.º        |
| Fuente: |                     |                                |                       |          |         |      |            |

### Fórmula E
(Clave) (negrita indica pole position) (cursiva indica vuelta rápida puntuable)
| Año     | Escudería                | 1   | 1   | 2   | 3   | 4   | 5   | 6   | 7   | 8   | 9   | 10  | 10  | Pos. | Puntos | Ref.   |
| ------- | ------------------------ | --- | --- | --- | --- | --- | --- | --- | --- | --- | --- | --- | --- | ---- | ------ | ------ |
| 2017-18 | MS&AD Andretti Formula E | HKG | HKG | MAR | SAN | MEX | PDE | ROM | PAR | BER | ZUC | NYC | NYC | 24.º | 0      | [ 48 ] |
| 2017-18 | MS&AD Andretti Formula E | 15  | 17  |     |     |     |     |     |     |     |     |     |     | 24.º | 0      | [ 48 ] |

### 24 Horas de Daytona
| Año     | Equipo                  | Copilotos                                          | Automóvil        | Clase | Vueltas | Pos. | Pos. Clase |
| ------- | ----------------------- | -------------------------------------------------- | ---------------- | ----- | ------- | ---- | ---------- |
| 2019    | Konica Minolta Cadillac | Renger van der Zande Jordan Taylor Fernando Alonso | Cadillac DPi-V.R | DPi   | 593     | 1.º  | 1.º        |
| 2020    | Konica Minolta Cadillac | Renger van der Zande Ryan Briscoe Scott Dixon      | Cadillac DPi-V.R | DPi   | 833     | 1.º  | 1.º        |
| Fuente: |                         |                                                    |                  |       |         |      |            |

### Campeonato de Super Fórmula Japonesa (solo 2020)
(Clave) (negrita indica pole position) (cursiva indica vuelta rápida)

| Año  | Escudería             | 1   | 2   | 3   | 4   | 5    | 6    | 7   | Pos. | Puntos | Ref.   |
| ---- | --------------------- | --- | --- | --- | --- | ---- | ---- | --- | ---- | ------ | ------ |
| 2020 | carrozzeria Team KCMG | MOT | OKA | SUG | AUT | SUZ1 | SUZ2 | FUJ | 15.º | 8      | [ 49 ] |
| 2020 | carrozzeria Team KCMG | 14  |     | 14  |     | 4    | 15   | 11  | 15.º | 8      | [ 49 ] |